# الپین (ویرجینیا)
الپین، ویرجینیا (به انگلیسی: Alpine, Virginia) یک منطقهٔ مسکونی در ایالات متحده آمریکا است که در ویرجینیا واقع شده‌است.